# بزرگ و کوچک (موسیقی)
بزرگ و کوچک یا ماژور و مینور (به فرانسوی: Majeur et Mineur، به انگلیسی: Major and Minor، به آلمانی: Tongeschlecht) در موسیقی غربی، صفتی است که یک آهنگ، موومان، پاساژ، گام، آکورد، کلید یا فاصله را توصیف می‌کند. بزرگ و کوچک، به‌تناوب، در عنوان قطعات موسیقی کلاسیک تکرار می‌شوند و اغلب به کلیدی که قطعه در آن ساخته شده، اشاره دارند.
دو کلمهٔ «ماژور» و «مینور»، با در نظر گرفتن فاصله، تنها به معنای «بزرگ» و «کوچک»اند؛ بنابراین، یک سوم بزرگ، فاصلهٔ وسیع‌تری را دربرمی‌گیرد و یک سوم کوچک، فاصلهٔ نسبتاً کوچک‌تری را. فاصله‌های دوم، سوم، ششم و هفتم (و فواصل مرکب از آن‌ها)، هم می‌توانند بزرگ باشند و هم کوچک.
دیگر کاربردهای ماژور و مینور، به صورت عمومی، به ساختارهای موسیقایی شامل سوم بزرگ و سوم کوچک ارتباط دارد. گام ماژور از درجهٔ سوم، سوم بزرگ بالای نت پایه است (یعنی دو پرده یا چهار نیم‌پرده)، درحالی‌که گام مینور، سوم کوچک با سه درجه است (سه نیم‌پرده دارد)، یک آکورد ماژور یا سه‌گانه، مانند هم، یک سوم بزرگ بالای ریشه دارند، درحالی‌که یک آکورد مینور یا سه‌گانه، شامل یک سوم کوچک بالای ریشه می‌شود. در موسیقی غربی، در مقام مقایسه، یک آکورد مینور صدایی تیره‌تر از یک آکورد ماژور دارد.